# إسماعيل عامود
إسماعيل أحمد سليمان عامود (6 فبراير 1930 - 3 فبراير 2015) شاعر سوري. ولد في محافظة حماه، ودرس فيها ثم في دمشق، حيث تخرّج بشهادة مدرسة الأخصائيين عام 1948. عمل في القوات المسلّحة موظفًا إداريًا. شارك في تحرير عدد من المجلّات السورية. نشر أدبه في عدد من الصحف والمجلّات السورية واللبنانية منذ 1948. له دواوين شعرية عديدة. 

## سيرته
ولد إسماعيل بن أحمد بن سليمان عامود من آل دهمان في 6 فبراير 1930 في سلمية بمحافظة حماه. درس الابتدائية في قنيطرة بإدلب والصف الأخير في السلمية، حيث نال شهادة الدراسة الابتدائية بحماه في 1943. أنهى تعليمه العلمي الثانوي والتجهيزي ثم انتسب إلى الكلية الشرعية بدمشق إلى مدرسة الإخصائيين وتخرج فيها 1948. 

عمل في القوات المسلحة كاتب سكرتاريًا ومقاتلًا في حرب 1948 وإداريًا عامي 1967 - 1973. عمل في بعض المجلات مشاركًا وسكرتيرًا للتحرير. نشر أولى قصائده عام 1946 ثم وإلى النشر في الدوريات السورية واللبنانية.

توفي إسماعيل عامود في 3 فبراير 2015 في مسقط رأسه بعد صراعه مع المرض. 

## شعره
ظهرت أول ميوله الشعرية نحو قصيدة النثر عندما شجعّه الشاعر أنور الجندي، ثم تأثر بجرجي زيدان في الشعر المنثور. كتب الشعر العمودي والتفعيلة وقصيدة النثر، ولكنه اشتهر بالنثر. 

هو من المساهمين في التحديث الشعر السوري، ومن رواد قصيدة النثر. أعتبره بعض من شعراء رواد في قصيدة النثر في سوريا مع محمد الماغوط وسليمان عواد، وهو أحد مؤسسي اتحاد الكتاب العرب في أواخر الستينات،  وعضوًا بجمعية الشعر في الاتحاد. 
عاش عاشِقاً لدمشق ساكِناً في حي المزرعة، وكتب جميعَ دواوينِهِ في دمشق، يقول الشاعر إسماعيل عامود:
"من أجلِ عينيكِ يجري الغيمُ والمطرُ
يا كرمة في جبالِ الريحِ تنتشرُ
ما كدت أمسك قلبي عن مفاتِنِها
حتى احتواني في دربِ الهوى قمرُ
قد جئت أشرب وجهاً منعماً فتناً
في غوطتيكِ، فغنّى السفحُ والنهرُ
يا غادةَ الشامِ يا همّاً أكابدهُ
هل لي بعينيكِ كوخٌ فيهِ انتظرُ
شعرٌ لعمرك ما دونت أحرفه
إلّا ليثمر في تشرينك الزهر
مري على سحبي يا شام ضافية
يحيا اليباس ويشدو وحدهُ المطرُ"

## حياته الشخصية
تنقل مع أسرته بين المحافظات السورية بسبب ظروف عمل والده واستقر به الحال أخيراً في سلمية، ماتت أمه باكراً وصار يعاني من قساوة زوجة أبيه. 

## مؤلفاته
من دواوينه الشعرية:
- من أغاني الرحيل، 1959
- كآبة، 1960
- التسكّع والمطر، 1962
- أغنيات للأرصفة البالية، 1972
- أشعار من أجل الصيف، 1977
- الكتابة في دفتر دمشق، 1978
- السفر في الاتجاه المعاكس، 1979
- العشق مدينة لا يسكنها الخوف، 1984
- خبز بلا ملح
- إيقاعات في أنهار الشعر، 1992

## وصلات خارجية‌
- في موقع أرشيف المجلات